# Erica permutata
Erica permutata är en ljungväxtart som beskrevs av Dulfer. Erica permutata ingår i släktet klockljungssläktet, och familjen ljungväxter. Inga underarter finns listade i Catalogue of Life.